# Tomopagurus chacei
Tomopagurus chacei är en kräftdjursart som först beskrevs av Ed F. Wass 1963.  Tomopagurus chacei ingår i släktet Tomopagurus och familjen eremitkräftor. Inga underarter finns listade i Catalogue of Life.